# 維力食品
維力食品工業股份有限公司（簡稱：維力、維力食品，英語：Wei Lih Food Industrial Co., Ltd.）是台灣知名的食品公司，成立於1970年，總部位於彰化縣田中鎮。其主要產品為速食麵，另有生產零食、飲料、調味料和生技產品。

## 歷史

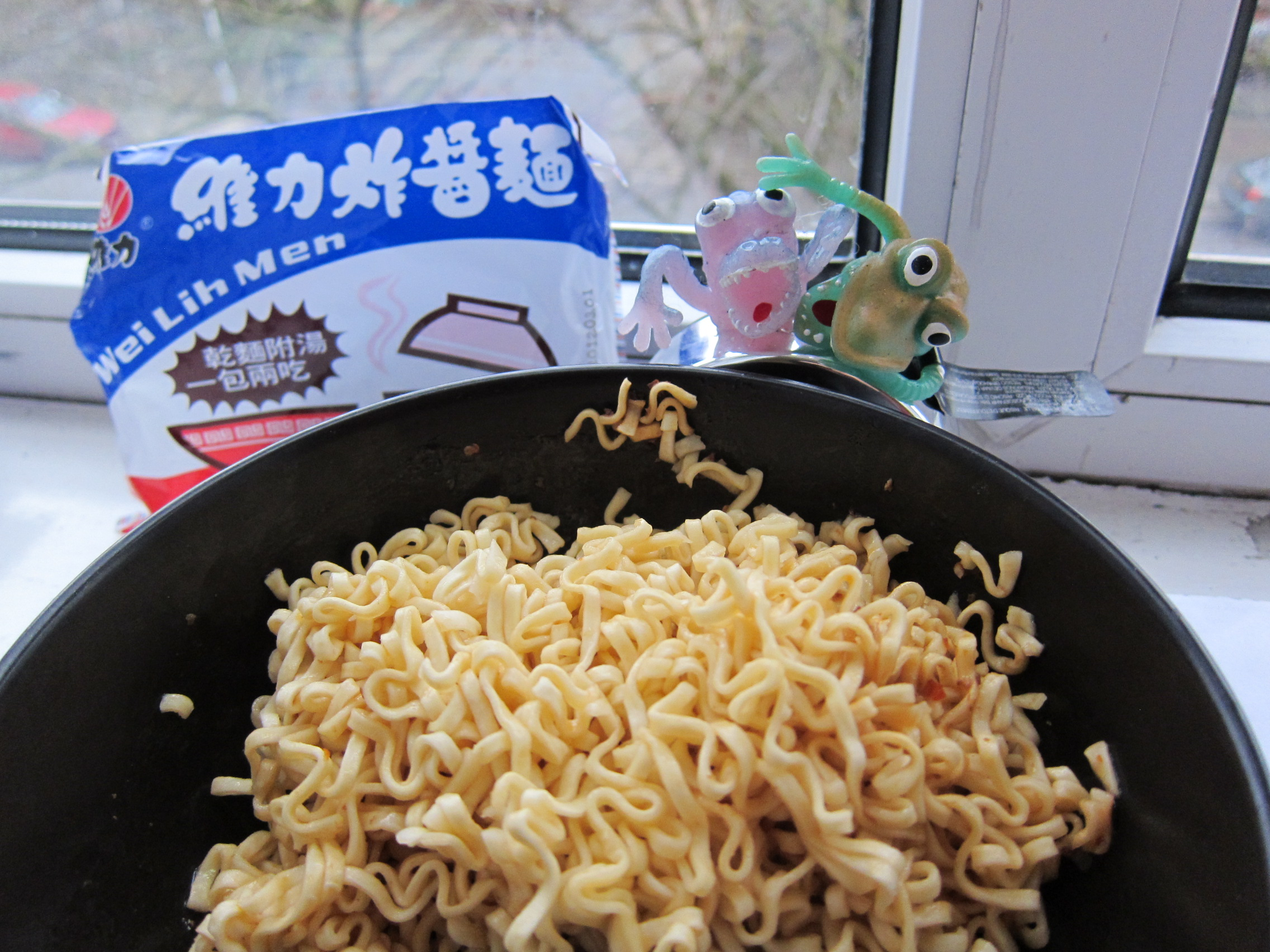
維力炸醬麵

- 1969年，1月1日 維力食品工廠設立於彰化縣田中鎮。
- 1970年，維力食品成立於彰化縣田中鎮[1]，資本額為新台幣壹千貳佰萬元。
- 1971年，9月16日 “維力食品工業股份有限公司”[2]營利事業登記設立核准。
- 1973年，1月6日 工廠設立核准，第一包「維力炸醬麵」袋裝正式誕生、上市銷售。
- 1976年，張登旺[1][2][3]當選維力食品董事長。
- 1988年，維力食品「一度贊」系列速食麵上市。
- 1990年，維力食品成立台北營業所。
- 1991年，維力食品素食速食麵「中華素食麵」上市。
- 1992年，維力食品開始生產杯麵，成立高雄營業所；同年，贊助成立「樹叢生活共生文教基金會」。
- 1992年，10月4日，維力食品「維力炸醬麵」等21種產品取得GMP認證。
- 1995年，維力食品資本額增為新台幣4億元，政府核准維力食品股票公開發行。
- 1996年，維力食品資本額增為新台幣8億元。[1]
- 1997年，張天民擔任維力食品總經理[1]，維力食品負債高達新台幣35億元。[4]
- 1998年7月，維力食品廠辦合一綜合大樓落成啟用。
- 2000年，維力食品第一個休閒食品產品「什麼丸意兒休閒丸子」上市。
- 2003年，維力食品通過全廠GMP認證；同年，維力食品第一個茶飲料產品系列「茶怪獸」上市。
- 2005年，維力食品發表「維力手打麵」電視廣告〈張君雅篇〉，廣告中童星簡嘉芸扮演的小學生張君雅爆紅，成為日後維力食品推出「張君雅小妹妹」系列休閒食品的動機。
- 2007年1月，維力食品同時辦理減資再增資，資本額由新台幣5億元降為新台幣2億元。
- 2007年2月7日，維力食品取得ISO 22000及HACCP證書。
- 2007年2月7日，統一企業以新台幣8.9億元拿下維力食品31.84%股權，統一在台灣速食麵市場的市佔率已有5成，加上維力後市佔率衝破7成，拉大與康師傅、味丹等同業差距。[5][3]
- 2007年8月，維力食品推出料理醬罐「維力炸醬」。
- 2008年1月18日，維力食品「張君雅小妹妹」系列休閒食品上市。
- 2008年10月6日，維力食品舉行股東臨時會選舉新任董事及監察人，統一企業總經理羅智先當選董事長入主維力經營，維力原經營家族張天民維持總經理職務，董事會決議通過撤銷股票公開發行案，統一實質成為維力老闆。
- 2008年底，清償多年債務，維力食品結束重整，年營業額達新台幣24億元，獲利近新台幣一億元。[4]
- 2011年，維力食品成為德記洋行「開喜烏龍茶」總代理。
- 2012年，維力食品成為欣年代食品「黑面蔡楊桃汁」總代理。

## 併購事件
統一併購維力 涉壟斷敗訴
2007年統一企業欲併購維力食品，但公平會（2008年、2010年）認為，兩大廠若結合，將占台灣速食麵七成市場，造成小廠商難以競爭，因此決議禁止結合。統一不服，提起行政訴訟。但2013年臺北高等行政法院支持公平會見解，判統一敗訴，全案可上訴。

## 代表商品
速食麵
- 維力炸醬麵
- 維力洋蔥麵（歐洲KU市場通路）
- 維力素食炸醬麵
- 一度贊系列速食麵
- 中華特餐系列速食麵
- 大乾麵系列速食麵
- 手打麵系列速食麵
- 大炒一番系列速食麵
- 真爽系列速食麵
- 素飄香系列速食麵
- 媽媽麵系列速食麵

休閒食品
- 張君雅小妹妹系列[9]
- 什麼丸意兒休閒丸子系列

料理醬罐
- 維力炸醬

飲料
- 維力純水
- 茶怪獸系列

## 食品安全爭議
- 2010至2013年，維力食品透過維義事業購買北海油脂之豬油製成多項產品[10]。

- 2014年9月5日，衛生福利部食品藥物管理署表示，強冠企業收購自屏東縣郭烈成工廠所回收榨過的廢油和餿水油，以33％劣質油混合67％豬油出廠成「全統香豬油」，多家知名下游廠商皆使用強冠黑心油品[11]。2014年9月6日，根據苗栗縣政府衛生局調查，美廚食品自2014年3月至8月底向強冠企業採購全統香豬油製作肉燥、紅蔥油賣給多家食品廠商，維力食品於2014年6月向美廚食品進貨1224斤肉燥料做成調味油包，目前已知維力食品有「一度贊蒜香雞汁排骨」、「媽媽麵家傳排骨麵」、「手打麵雞汁排骨湯麵」3項產品皆使用該調味油包[12][13][14]。

- 彰化縣政府衛生局2014年12月18日前往彰化縣「裕香食品股份有限公司」稽查，查出裕香食品曾販賣疑似添加二甲基黃的油皮給維力食品製作成維力炸醬麵油包。[15][16]

## 腳注
1. 1 2 3 4  首創一包兩吃 年賣600萬包 （页面存档备份，存于） - 臺灣蘋果日報，張嘉伶╱台北，2007年02月08日
2. 1 2  豬油大王之子承父業 每周吃5包 （页面存档备份，存于） - 臺灣蘋果日報，張嘉伶╱台北，2007年02月08日
3. 1 2  維力創辦人做假帳 囚4年 （页面存档备份，存于） - 臺灣蘋果日報，朱慶文、陳蔚╱台北，2007年06月21日
4. 1 2  謙卑加拚命 維力擺脫35億負債 （页面存档备份，存于） - 臺灣蘋果日報，張嘉伶，2009年01月26日
5. ↑  統一企業併購維力炸醬麵 （页面存档备份，存于） - 臺灣蘋果日報，張嘉伶╱台北，2007年02月08日
6. ↑  統一併維力 高等行政法院說不 （页面存档备份，存于） - 自由時報，2013年4月12日
7. ↑  統一併購維力 涉壟斷敗訴 （页面存档备份，存于） - 臺灣蘋果日報，2013年4月12日
8. ↑  併維力 統一提訴願 法院不准[永久] - 中央廣播電臺，2013年4月12日
9. ↑  張君雅小妹妹
10. ↑  .   [2015-04-22]. （原始内容存档于2015-05-18）.
11. ↑  .   [2014-09-07]. （原始内容存档于2014-09-07）.
12. ↑  .   [2014-09-07]. （原始内容存档于2014-10-06）.
13. ↑  .   [2014-10-27]. （原始内容存档于2014-10-06）.
14. ↑  .   [2014-09-07]. （原始内容存档于2014-10-06）.
15. ↑  疑染二甲基黃 維力盼政府加強把關 （页面存档备份，存于），記者蕭博陽，彰化縣，《中央通訊社》，2014-12-18（繁體中文）
16. ↑  .   [2014-12-18]. （原始内容存档于2014-12-18）.

## 外部連結
- 維力食品 （页面存档备份，存于）
- YouTube上的維力食品頻道